# Lagere school van Springfield
De lagere school van Springfield (Engels: Springfield Elementary School) is een fictieve basisschool uit de animatieserie The Simpsons. Het is de school waar Bart Simpson, Lisa Simpson en veel andere kinderen uit de serie op zitten.

## Profiel
De school is zeer slecht gefinancierd, en lijdt onder de incompetentie van de administratie, leraren en werknemers. De school is een satirische parodie op de staat van veel openbare scholen in de Verenigde Staten die door de overheid worden gefinancierd. De school gaat vaak tot het uiterste om ondanks de slechte financiering het hoofd boven water te houden. De slechte financiering heeft meerdere malen geleid tot probleemscenario’s voor de leerlingen en het personeel. In de kantine wordt enkel voedsel geserveerd dat gemaakt is van dode circusdieren, kranten en oude gymmatten. Sommige studenten (zoals Cletus' en Brandines kinderen) worden expres vrijgesteld van veel examens.
Het ontwerp van de school komt volgens sommigen overeen met de Ainswordtbasisschool in Portland, Oregon; de school waar Matt Groening als kind op heeft gezeten.
In de afleveringen "Separate Vocations" en "Pokey Mom" werd bekend dat de school een poema als mascotte heeft. In de aflevering "Lisa Gets an 'A'" bleek dat de school ooit werd verkozen als de “meest vervallen school in Missouri" — waarna de school steen voor steen naar Springfield werd verplaatst. Meerdere malen is onthuld dat de school is gevuld met asbest.
De school staat aan de Plymton Street op nummer 16.

## Administratie en administratief personeel

### Schoolhoofd W. Seymour Skinner
Skinner is het schoolhoofd van de basisschool. Hij is een stereotiepe bureaucraat en probeert zijn vervallen school open te houden. Hij is voortdurend in gevecht met de ontoereikende middelen en verbitterde leraren.

### Hoofd administratie Chalmers
Gary Chalmers is het hoofd van de administratie van het Springfieldse schooldistrict. Elke keer als hij de school opzoekt, gebeurt er een ramp. Hij heeft totaal geen vertrouwen in Skinner, die vaak met slechte excuses komt om te verklaren wat er gebeurt.

### Leopold
Stem gedaan door Dan Castellaneta. Leopold was Gary Chalmers' assistent. Toen Skinner een keer tijdelijk vervangen moest worden, liet Leonard iedereen denken dat hij de vervangende docent was. Later bleek dit Ned Flanders te zijn.

### Controleur Atkins
Stem gedaan door Karl Wiedergott. Atkins heeft een paar maal meegedaan in de serie. In de aflevering "Lisa Gets an "A"" moest hij de school de basisondersteuning geven omdat Lisa’s goede cijfers het prestatiegemiddelde van de school had opgekrikt naar de minimumeisen van de staat. Later verscheen hij nog een keer in "Saddlesore Galactica."

## Leraren/Faculteit

### Elizabeth Hoover
Elizabeth Hoover is de lerares van groep 4 (2nd Grade). Haar stem wordt gedaan door Maggie Roswell en Marcia Mitzman Gaven. De jaren als docent hebben duidelijk hun tol van haar geëist. Ze is niet tegen het drinken van alcohol, en verveelt zich dood op haar werk. Ze lijkt ook vaak gestresseerd te zijn. Ook rookt ze geregeld, zelfs terwijl ze les staat te geven onder een “niet roken” bord.
Ze heeft het vooral lastig met Lisa's slimheid en enthousiasme, en Ralphs vreemde gedrag.

### Dewey Largo
Stem gedaan door Harry Shearer. Dewey Largo, vaak ten onrechte "Prof. Ludwig" genoemd, is de muziekleraar. Hij is enorm oncreatief, en een slechte dirigent.
Hij heeft geen grote rol in de serie, en was in eerste instantie bedoeld als tegenhanger van Lisa. Hij komt eigenlijk alleen voor in het introfilmpje, waar hij Lisa Simpson wegstuurt uit een orkestbezetting omdat ze te creatief speelt. Allicht kan hij niet tegen Lisa’s creativiteit, en doet dit dan ook af als iets slechts waarvan hij hoopt dat de andere leerlingen er geen voorbeeld aan nemen.
Toen in de aflevering "My Fair Laddy" de conciërge Groundskeeper Willie de school verliet, ging het conciërge werk over op de volgende laagste persoon op de lijst van personeel. Dat was Largo.

### Brunella Pommelhorst
De gymlerares, wier stem gedaan wordt door Tress MacNeille. Ze verscheen voor het eerst in "Lisa on Ice", maar haar naam werd pas gegeven in "The PTA Disbands".
Mrs. Pommelhorst spreekt maar zelden en wordt soms gezien op de achtergrond. Ze heeft blond haar, en draagt vrijwel altijd een fluitje bij zich. Ze is keihard als het op leren aankomt.

### Audrey McConnell
De lerares van groep 5 (third grade). Hij was te zien in de aflevering "Bart vs. Lisa vs. the Third Grade". Ze lijkt een stuk minder gestrest en uitgeput dan de andere docenten van de school.

### Mrs. Cummerdale
Gymlerares.

### Mrs. Holmes-Indigo
Scheikundelerares.

### Coach Krupt
Coach Krupt, stem gedaan door Hank Azaria, is een gymleraar die geobsedeerd is door het spel Bombardment, waarbij hij gewoon studenten vaak raakt met een bal. Hij is een vervangend leraar voor Ms. Pommelhorst gedurende haar absentie.

### Mr. Kupferberg
Een leraar Frans, die totaal geen Frans kan praten. Zijn stem wordt gedaan door Hank Azaria.

### Mr. Glasscock
Voormalige leraar die naar Springfield kwam met de belofte dat de leerlingen daar geen grapjes zouden maken over zijn naam. Hij vertrok toen de antwoordboeken van de docenten werden gestolen.

### Mr. Bergstrom
Vervangend leraar voor Miss Hoover. Lisa had een oogje op hem.

## Ander personeel

### Dr. J. Loren Pryor
Schoolpsychiater.

### Otto Mann
De chauffeur van de schoolbus. In zijn vrije tijd speelt hij gitaar. Zijn stopwoord is "Alright!"

### Lunchdame Doris
Lunchdame Doris Peterson (stem oorspronkelijk gedaan door Doris Grau) is de kantinemedewerkster. Ze is verantwoordelijk voor de schoolmaaltijden. Ze is een vrouw met overgewicht van middelbare leeftijd, die haar werk niet echt serieus neemt. Ze doet ook soms dienst als de zuster van de school. De gerechten die ze serveert zijn allesbehalve smakelijk. Haar zoon is Squeaky Voiced Teen.
Na de dood van Grau in 1995 werd Doris 10 jaar lang weggelaten uit de serie. Later keerde ze weer terug in de serie, maar als een achtergrondpersonage zonder tekst. Ze sprak pas weer in de aflevering "The Mook, the Chef, the Wife and Her Homer" uit seizoen 18, waarin haar stem werd gedaan door Tress MacNeille.

### Myra
De secretaresse van schoolhoofd Skinner.

### Ms. Phipps
De schoolzuster.

### Groundskeeper Seamus
Een conciërge van Ierse afkomst, en Willie’s ergste nachtmerrie.

### Coach Fortner
Alcoholische sportcoach.

## Naam van een school in South Carolina
In 1994 werd de keuze van de naam voor een nieuwe basisschool in Greenwood, S.C. overgelaten aan de leerlingen. Zij kozen de naam Springfield Elementary. Het schoolpersoneel realiseerde zich niet dat dit de naam van de school uit The Simpsons was, totdat een protest van ouders losbrak. De naam werd echter behouden.